# Gravimetria (analitikai kémia)
A gravimetria az analitikai kémiában a kvantitatív analízis módszereinek azon része, amely eljárásai a végeredményt súlymeghatározással (analitikai mérlegen való leméréssel) adják meg mint a minta súly %-a.

## Az elemzés lefolyása
A minőségileg ismert anyag egy pontosan lemért mennyiségének vizes oldatához egy olyan reagenst adagolunk, amely a kérdéses elemmel reagálva egy vízben nehezen oldódó vegyületet képez, de szükségszerűen a minta többi elemeit oldatban hagyja.
A csapadéknak nevezett, gyakorlatilag vízben oldhatatlan vegyületet szűréssel vagy centrifugálással elkülönítjük. A reagenst feleslegben kell alkalmazni, hogy a reakció teljesen végbemenjen (lásd: reakciókinetika). A reagens feleslegét mosással, a mosóvizet szárítással (esetleges kemencés felhevítéssel) eltávolítjuk, majd száraz környezetben (exszikkátorban) környezeti hőmérsékletre való hűtés után tömegét mérlegen analitikai pontossággal meghatározzuk.
Az eljárás csak olyan elemekre használható, amelyeknek a reagenssel képzett vegyülete vízben gyakorlatilag oldhatatlan (kvantitatív kicsapódás). Erre jó példa az alkáliföldfémek szulfátionnal képzett vegyületei.

### Eredmény
Az eredményt tömeg%-ban adjuk meg. Ennek értéke arányos a száraz csapadék lemért súlya és a minta súlyának az arányával.